# Hansjörg Wirz
Hansjörg Wirz (ur. 9 czerwca 1943) – szwajcarski lekkoatleta, który specjalizował się w biegu na 400 metrów przez płotki. Obecnie działacz sportowy. 
Podczas mistrzostw Europy w Atenach (1969) uplasował się tuż za podium, zajmując czwarte miejsce. W 1972 uczestniczył w igrzyskach olimpijskich, jednak odpadł już w eliminacjach. Reprezentant Szwajcarii w meczach międzypaństwowych (m.in. przeciwko Polsce w 1970)  i pucharze Europy oraz trzykrotny złoty medalista mistrzostw kraju (1968, 1969 i 1972). W latach 1968–1972 czterokrotnie ustanawiał rekord kraju w biegu na 400 metrów przez płotki.
Po zakończeniu kariery pracował jako trener, a później jako działacz sportowy. Od 1999 do 2015 pełnił funkcję prezydenta European Athletics. 
Rekord życiowy: 50,78 (29 lipca 1972, Genewa).

## Osiągnięcia
| Rok  | Impreza                      | Miejsce   | Lokata     | Rezultat |
| ---- | ---------------------------- | --------- | ---------- | -------- |
| 1967 | Preeliminacje pucharu Europy | Ateny     | 1. miejsce | 53,5     |
| 1969 | Mistrzostwa Europy           | Ateny     | 4. miejsce | 50,8     |
| 1972 | Igrzyska olimpijskie         | Monachium | eliminacje | 52,34    |